# Логвиненко, Гордей Андреевич
Гордей Андреевич Логвиненко (1916 года, Вознесеновка, Астраханская губерния, Российская империя — 1962 года) — чабан, Герой Социалистического Труда (1949).

## Биография
Родился в 1916 году в селе Вознесеновка Астраханской губернии (сегодня — Целинный район Калмыкии). Трудовую деятельность начал в колхозе «Победа» Целинного района Калмыцкой АССР. Участвовал в Великой Отечественной войне. После демобилизации возвратился в родной колхоз, в котором проработал более 25 лет.
В 1948 году вырастил по 127 ягнят от каждой сотни овцематок. За выдающиеся достижения в сельском хозяйстве был удостоен в 1949 году звания Героя Социалистического Труда. Участвовал во Всесоюзной выставке ВДНХ, где получил серебряную медаль.

## Память
- В Элисте на Аллее героев установлен барельеф Гордея Логвиненко.

## Награды
- Герой Социалистического Труда — указом Президиума Верховного Совета СССР от 10 апреля 1949 года;
- Орден Ленина (1949);
- Серебряная медаль ВДНХ.